# Erfrecht (Nederland)

Illustratie uit 'Codex Upsaliensis' (ca 1430), deel erfrecht. Erfgenaam komt naar sterfhuis: geef me de kroes, erfuiter: de karnkan is beter.

Het Nederlandse erfrecht, oftewel Boek 4 van het Burgerlijk Wetboek, regelt wat er met bezittingen en schulden van een persoon gebeurt na overlijden. De term die de wet hanteert is 'erfopvolging', deze vindt ofwel plaats volgens de algemene wettelijke regels, bij versterf, ofwel volgens de wensen van een overledene die bij leven volgens bepaalde regels zijn vastgelegd in een testament en codicil, 'testamentair erfrecht' (art. 4:1 BW). 
Erfopvolging is een van de gevallen waarbij men goederen en schulden verkrijgt onder algemene titel. Overdracht van de nalatenschap vindt van rechtswege plaats bij overlijden, er is geen rechtshandeling of formaliteit voor nodig, ook niet de tussenkomst van bijvoorbeeld een notaris, executeur of rechter, dit heet het principe van de saisine (art. 4:182 BW). Enkele regels die gelden bij de overdracht staan niet in het erfrecht.
De erfgenamen, ook erven genoemd, zijn de (rechts-)personen die volgens de wet of een testament de overledene, aangeduid als erflater, opvolgen in diens rechtspositie, elk voor een bepaald deel, het erfdeel (fracties die samen 1 zijn). Met de keus een erfenis te aanvaarden, beneficiar te aanvaarden of te verwerpen, mag een erfgenaam zelf bepalen of de erfenis wordt aangenomen en/of aansprakelijkheid bestaat voor betaling van schulden uit het eigen vermogen. Deze keuze heeft terugwerkende kracht tot het overlijden en kan blijken door daden van aanvaarding, aan de andere keuzes zijn formaliteiten verbonden.
Wilsbekwame personen van 16 jaar en ouder kunnen bij uiterste wilsbeschikking, vastgelegd in de vorm van een uiterste wil, afwijken van de meeste wettelijke regels voor erfopvolging, maar ongeacht persoonlijke bepalingen hebben kinderen aanspraak op de legitieme portie en de langstlevende op vruchtgebruik van de woning. In een testament opgenomen legaten, dat zijn testamentaire schenkingen, creëren geen eigendomsoverdracht van het gelegateerde aan de legataris maar een vordering van de legataris op de erfgenamen na overlijden. Een legataris is geen erfgenaam.
Over een nalatenschap en een legaat met een positieve waarde op de dag van overlijden, is in de regel erfbelasting verschuldigd, te voldoen door de erfgenamen en legatarissen tenzij anders bepaald in een testament. Er gelden vrijstellingen tot een bepaald bedrag of over het hele bedrag (zoals bij een ANBI-rechtspersoon).

## Veranderingen ten opzichte van het oude erfrecht
Per 1 januari 2003 is na 50 jaar discussie tussen volksvertegenwoordiging, notariaat en geleerden notarieel recht het huidige erfrecht in werking getreden. Daarbij is zoveel mogelijk de onder oud recht ontwikkelde jurisprudentie gecodificeerd. Het nieuwe erfrecht bracht enkele grote en wezenlijke veranderingen ten opzichte van het oude stelsel.
- Zijn er bij overlijden een partner uit huwelijk of registratie en een of meer kinderen van overledene uit dit of een eerder huwelijk, zijn dat de wettelijke erfgenamen, maar alleen de langstlevend partner verkrijgt de erfenis, inclusief schulden, de kinderen verkrijgen geen erfdeel. Door overlijden ontstaat er voor de kinderen een vordering in geld op de partner ter hoogte van de waarde van hun theoretisch erfdeel,  opeisbaar bij overlijden, faillissement of schuldsanering van de langstlevende, maar alleen voor zover er dan nog wat van over is. Deze regeling wordt vaak wettelijke verdeling genoemd maar er vindt na overlijden geen verdeling plaats. De vordering van de kinderen wordt vaak kindsdeel genoemd maar zij krijgen geen aandeel in de erfenis.[6]

- Bij het inroepen van de legitieme portie handelt men niet meer als deelgenoot van de erfgemeenschap die net als de andere erfgenamen zeggenschap heeft over de erfenis en goederen toebedeeld kan krijgen, maar nog slechts als schuldeiser van de nalatenschap. De legitieme portie bestaat uit een vordering in geld op de erfgenamen ter hoogte van de helft van de waarde van wat men theoretisch als erfdeel als wettelijk erfgenaam zou hebben verkregen. Dat geldt zowel voor een legitimaris die bij testament helemaal niet is toebedeeld als voor een legitimaris die wel erft maar verwerpt en een beroep doet op de legitieme.

- Er is een gesloten stelsel van uiterste wilsbeschikkingen ingevoerd, vergelijkbaar met het gesloten stelsel in het goederenrecht. Bepalingen in een testament die niet binnen de reikwijdte van een in de wet erfrecht of andere wet genoemde uiterste wilsbeschikking vallen, zijn nietig. Zowel bij het opstellen van een testament als bij de afwikkeling van een erfenis moet dus altijd goed worden nagegaan of alle wensen of bepalingen in een testament of codicil bij een wettelijk bestaande uiterste wilsbeschikking zijn onder te brengen. Verdeling van de erfenis valt daar bijvoorbeeld niet onder, zodat aanwijzingen in een testament die erfgenamen inperken in hun recht de gezamenlijke eigendom naar eigen inzicht te verdelen, niet rechtsgeldig zijn.

- Een rechtsfiguur die onder oud recht mogelijk was, de ouderlijke boedelverdeling (artikel 1167 oud BW), is afgeschaft. Onder het huidige recht bestaat geen uiterste wilsbeschikking meer die aanwijzingen voor de verdeling mogelijk maakt, bepalingen in een testament die dat wel doen, ook bepalingen waarbij zulke bevoegdheden aan een testamentair executeur of bewindvoerder worden toegekend, zijn daarom in beginsel nietig. De wensen kunnen door de erfgenamen wel vrijwillig worden opgevolgd, maar dan moeten alle erfgenamen, of hun vertegenwoordiger, het daarmee eens zijn.

- Onder het huidige erfrecht kan bij testament of codicil geen persoon meer worden benoemd die de uiterste wilsbeschikkingen van erflater uitvoert, deze persoon heette  testamentuitvoerder of exécuteur testamentaire. Er voor in de plaats is de executeur gekomen met een wettelijk taken- en bevoegdhedenpakket. Benoeming kan alleen nog bij testament, niet meer bij codicil. Wettelijke taken zijn het beheer van de erfenis en voldoening van schulden. De executeur vertegenwoordigt bij het beheer de erfgenamen in en buiten rechte. Zijn de schulden voldaan, of stellen erfgenamen voldoende middelen ter beschikking, vervallen de bijzondere bevoegdheden van de executeur. De nog steeds vaak gelezen stelling dat de executeur als vertegenwoordiger van erflater het testament mag uitvoeren en de hele erfenis mag afwikkelen, is gebaseerd op het oude recht en geldt niet meer. Volgens vaste jurisprudentie van de Hoge Raad is een onder oud recht benoemde testamentuitvoerder met de bevoegdheid van boedelberedderaar, gelijk te stellen aan de beheersexecuteur naar huidig recht.

- Ten slotte kan onder het huidige erfrecht geen bewindvoerder meer worden benoemd, er voor in de plaats is een regeling gekomen voor het instellen van een testamentair bewind, daarbij kan een bewindvoerder worden aangewezen die het bewind uitvoert. Is wel een bewind ingesteld, maar geen bewindvoerder benoemd, kan dat na overlijden aan de Kantonrechter worden gevraagd. De bewindvoerder volgt wat betreft de bevoegdheden de regels die wettelijk gelden voor de ingestelde bewindsvorm, een erflater kan daarbinnen eigen variaties aanbrengen, maar deze mogen niet buiten de grenzen van het beheer van de nalatenschap gaan.

Uiterste willen en wilsbeschikkingen opgesteld onder het oude recht worden bij overlijden van de erflater na 2003, afgehandeld volgens overgangsbepalingen.

## Titel 1. Algemene bepalingen
De wet geeft in artikel 1 als hoofdregel dat erfopvolging plaatsvindt bij versterf of krachtens uiterste wilsbeschikking (art. 4:1 lid 1 BW). Dit is onduidelijk geformuleerd, want erfopvolging vindt altijd plaats bij overlijden van een persoon, het versterven (niet te verwarren met versterving, een bepaalde manier om te sterven).
- bij versterf betekent dat het wegsterven van een persoon de algemene wettelijke regels voor erfopvolging in kracht doen treden, er is geen testament. Er moet aan de hand van de wet worden bepaald wie erfgenaam is / erfgenamen zijn, de erfenis gaat op hen over behalve als er een echtgenoot en een of meer kinderen achterblijven, dan gaat de erfenis naar de echtgenoot.
- krachtens uiterste wilsbeschikking betekent dat bij overlijden de algemene wettelijke regels voor erfopvolging niet van kracht zijn als er een uiterste wilsbeschikking in een testament is opgenomen die een erfstelling of een onterving inhoudt (art. 4:1 lid 2 BW)

Art. 4 bepaalt: bij leven mogen geen afspraken worden gemaakt die personen belemmeren, bevoegdheden uit te oefenen die hen krachtens erfrecht toekomen.
Art. 6 bepaalt: bij bepaling van de waarde van de goederen van de nalatenschap wordt uitgegaan van de waarde direct na overlijden.
Art. 7 lid 1 bepaalt het begrip 'schulden van de nalatenschap'. Dit is onder meer van belang voor artikel 184, dat bepaalt dat schuldeisers van de nalatenschap hun vorderingen op de goederen der nalatenschap kunnen verhalen en voor het werk van een executeur die als taak heeft de direct opeisbare schulden van de nalatenschap te voldoen. Het zijn niet altijd aftrekposten voor de erfbelasting: de bedragen aan erfbelasting die de erfgenamen moeten betalen zijn wel schulden van de nalatenschap, maar uiteraard geen aftrekposten voor de erfbelasting. Art. 7 lid 1 bepaalt dat de schulden van de nalatenschap onder meer zijn:
- De schulden van de erflater;
- De kosten van lijkbezorging, voor zover zij in overeenstemming zijn met de omstandigheden van de overledene; art. 3.288 BW bepaalt dat dit een bevoorrechte vordering is. Opdrachtgever van de  lijkbezorging is persoonlijk verplicht het uitvaartbedrijf te betalen en krijgt zo een vordering op de nalatenschap, alle kosten die in een rechtstreeks verband te staan met het begraven of cremeren en andere uitgaven die redelijk zijn en in een rechtstreeks verband staan tot het geven van een eindbestemming aan het lichaam van overleden komen voor vergoeding uit de nalatenschap in aanmerking;[9][10]
- De kosten van vereffening van de nalatenschap, met inbegrip van het loon van de vereffenaar;
- De kosten ten behoeve van het werk van een executeur, waaronder zijn loon;
- De schulden van de erfgenamen aan erfbelasting;
- De schulden ter zake van legitieme porties waarop aanspraak wordt gemaakt;
- De schulden uit legaten die op een of meer erfgenamen rusten; deze schulden zijn achtergesteld ten opzichte van de andere in artikel 7 genoemde schulden, dit beschermt de andere schuldeisers, niet de erfgenamen belast met een legaat. Een erflater kan dus een positief vermogen hebben gehad, terwijl bij overlijden de legaten verschuldigd worden uit de nalatenschap, waardoor de waarde van de nalatenschap negatief kan zijn. Erfgenamen die zuiver hebben aanvaard moeten daar met hun privévermogen voor opkomen.

Art. 7 lid 2 bepaalt een rangvolgorde voor de voldoening van nalatenschapsschulden.
Een fiscale boete die is opgelegd na iemands overlijden hoeft niet te worden betaald. Waren er al boetes opgelegd vóór het overlijden, dan worden die kwijtgescholden voor zover ze nog niet betaald waren.
Door schulden die er na overlijden op grond van testamentaire bepalingen voor erfgenamen kunnen bijkomen, kan de positieve of negatieve waarde van de verkrijging per erfgenaam uiteenlopen, ook als ze ieder tot een gelijk deel van de nalatenschap gerechtigd zijn. Zowel door aan een erfgenaam toegekende legaten als door aan anderen toegekende legaten waarvoor een erfgenaam is aangewezen als (mede-)schuldenaar is. Verder door het eventueel zijn van lasthebber of lastbevoordeelde, zie onder.

## Titel 2. Erfopvolging bij versterf
Het erfrecht kent een algemene regeling voor de erfopvolging, dit wordt het versterferfrecht of erfrecht bij versterf genoemd, de daarin aangewezen erfgenamen worden wettelijk erfgenaam genoemd. Dit is van toepassing als er geen testament is. De regels kunnen ook (deels) in een testament worden opgenomen, maar dan heet het niet meer versterferfrecht. Volgens de algemene regeling in het huidig wettelijk erfrecht is men niet alleen door familierechtelijke verwantschap⁣, maar ook door huwelijk met een persoon die is overleden wettelijk erfgenaam, ofwel gezinserfrecht in plaats van familie-erfrecht.
De wet "roept tot een nalatenschap" als erfgenamen uit eigen hoofde achtereenvolgens:
1. partner (in huwelijk of geregistreerd partnerschap) en kinderen (zie ook onder)
2. ouders, broers, zusters
3. grootouders
4. overgrootouders

De afstammelingen van een kind, broer, zuster, grootouder of overgrootouder worden bij plaatsvervulling geroepen.
Er zijn dus vier groepen. Uitsluitend de eerst van toepassing zijnde groep erft, elk persoon met een gelijk deel (voor wat groep 1 betreft wordt dit wel zo uitgedrukt dat de partner een kindsdeel erft). Als iemand uit een groep bij overlijden van de erflater zelf al is overleden, of is onterfd, of verwerpt, maar nageslacht heeft, dan geldt de genoemde plaatsvervulling. Dit houdt in dat zijn kinderen gezamenlijk in zijn plaats komen, en geldt recursief: als een kind is overleden, is onterfd, of verwerpt, wordt zijn deel verdeeld over zijn kinderen, enz. Dit gaat door tot en met familie van de erflater in de zesde graad.
Afstammelingen van een partner worden niet bij plaatsvervulling geroepen, of wat op hetzelfde neerkomt, een eerder overleden partner telt niet als partner. Afstammelingen van een ouder worden ook niet bij plaatsvervulling geroepen. Het is dus niet zo dat bijvoorbeeld een broer van de erflater ook als plaatsvervuller van de ouders kan worden geroepen.
Groep 1 vervalt dus onder meer als de erflater bij zijn overlijden geen partner had, en nooit kinderen heeft gehad. Groep 3 is pas aan de orde als groep 2 vervalt, dus bijvoorbeeld een broer van de erflater wordt nooit als plaatsvervuller van de grootouders geroepen.
Als er ondanks dit systeem van plaatsvervulling geen erfgenaam (bij overlijden van de erflater nog in leven, niet onterfd, niet verwerpend) in de hele groep is, komt alsnog de volgende groep aan bod; gezien de bedenktijd voor verwerpen kan telkens het van toepassing worden van de volgende groep soms pas na een aantal maanden vaststaan.
Voorbeelden:
- Moeder was al eerder overleden, dan overlijdt vader die niet hertrouwd was. Hij had vier kinderen, A, B, C en D van wie B is overleden. Deze had zelf drie kinderen, E, F en G. De erfgenamen van vader zijn dan A, C en D, alle drie voor 1/4 deel, én E, F en G, gezamenlijk voor 1/4 deel, dus ieder voor 1/12 deel. Stel nu dat A verwerpt en zijn kinderen en eventuele kleinkinderen enz. ook, De erfgenamen van vader zijn dan C en D, allebei voor een 1/3 deel, én E, F en G, gezamenlijk voor 1/3 deel, dus ieder voor 1/9 deel. Stel nu dat alle nog levende nakomelingen van de erflater verwerpen. Dan komt de groep "ouders, broers, zusters" aan bod, zoals hieronder.
- De overledene heeft nooit een partner of kinderen gehad. Zijn ouders zijn overleden, zijn broers en zusters zijn A en B. Deze erven ieder voor de helft. Stel nu dat A verwerpt en zijn kinderen en eventuele kleinkinderen enz. ook. De enig erfgenaam is dan B. Stel nu dat B ook verwerpt en zijn kinderen en eventuele kleinkinderen enz. ook. Dan komt de groep "grootouders" aan bod, zoals hieronder.
- De overledene heeft nooit een partner of kinderen gehad. Zijn ouders en grootouders zijn overleden, zijn broers en zusters zijn overleden en hebben nooit kinderen gehad. Hij had nog wel ooms en tantes, zowel van vaderskant als van moederskant. Dan erven zijn niet-aangetrouwde ooms en tantes, die van vaderskant samen de helft en die van moederskant samen de andere helft; volle neven en nichten vervullen de plaatsen van overleden ooms en tantes. Stel nu dat al deze ooms en tantes, en al deze volle neven en nichten en hun nakomelingen verwerpen. Dan komt de groep "overgrootouders" aan bod, zoals hieronder.
- De overledene heeft nooit een partner of kinderen gehad. Zijn ouders, grootouders en overgrootouders zijn overleden, zijn broers, zusters, ooms, tantes, volle neven en nichten zijn overleden en hebben nooit kinderen gehad. Elk van de acht overgrootouders erft voor 1/8 deel. Door plaatsvervulling erven hun nakomelingen. Aangenomen dat de kinderen van elk stel overgrootouders de beide overgrootouders als ouder heeft, zijn er vier familietakken, die elk erven voor 1/4 deel. De plaatsvervulling kan gaan tot en met de achterkleinkinderen van de overgrootouders. Hun nakomelingen kunnen niet erven bij versterf; bij een grote positieve nalatenschap kan dit jammer zijn voor hen, maar bij een kleine of negatieve nalatenschap bespaart het kosten, moeite en risico van een keuze ten aanzien van het aanvaarden.

## Titel 3. Erfrecht bij versterf van echtgenoot met kind(eren) - "wettelijke verdeling"
Artikel 13 bepaalt dat als overledene een echtgeno(o)t(e) of geregistreerd partner en een of meer kinderen als erfgenaam achterlaat:
- De echtgenoot verkrijgt van rechtswege de goederen van de nalatenschap. De voldoening van de schulden van de nalatenschap komt voor zijn rekening. Onder schulden van de nalatenschap zijn hier tevens begrepen de ten laste van de gezamenlijke erfgenamen komende uitgaven ter voldoening aan testamentaire lasten.

- Ieder van de kinderen van overledene verkrijgt als erfgenaam van rechtswege een geldvordering ten laste van de echtgenoot, overeenkomend met de waarde van zijn theoretisch erfdeel.

In de context van erfrecht wordt met "wettelijke verdeling" meestal deze regeling bedoeld, wat juridisch onjuist is omdat het hier niet om een verdeling in de zin van het vermogensrecht gaat. Bij overlijden gaan alle goederen, rechten en schulden van rechtswege over op de langstlevende echtgenoot, er is niets te verdelen.
Een kind van een gehuwde overledene krijgt bij overlijden geen erfdeel in handen maar slechts een vordering op de langstlevende ouder. Als deze is overleden moet bekeken worden wat er nog over is van het oorspronkelijke kindsdeel. Deze regeling is in het erfrecht opgenomen om de langstlevende ouder financieel in staat te stellen ongestoord voort te kunnen leven als voorheen. De langstlevende echtgenoot heeft daarom in beginsel de vrijheid naar eigen wens te beschikken over de nalatenschap en hoeft daarover aan de kinderen geen rekening en verantwoording af te leggen.
In 2023 bepaalde echter een lagere rechter dat de langstlevende ouder niet roekeloos met het geld uit de erfenis mag omgaan ten nadele van de schuldeisers, wat de kinderen zijn.

### Ongedaan maken
Binnen drie maanden na het overlijden heeft de langstlevende echtgenoot de mogelijkheid de wettelijke toedeling bij de notaris ongedaan te maken. Deze termijn is strikt en kan niet verlengd worden. Dan worden echtgenoot en kinderen met terugwerkende kracht gezamenlijk erfgenaam van bezittingen en schulden en moet er wel verdeeld worden. De kinderen en de langstlevende moeten de beslissingen over de afwikkeling van de nalatenschap dan in unanimiteit nemen. Redenen voor de ongedaanmaking kunnen fiscaal ingegeven zijn. Zo kan de langstlevende de wens hebben om een tweede woning die tot de nalatenschap behoort, vrij van overdrachtsbelasting bij een van de kinderen te krijgen. Of een van de kinderen zet het bedrijf van de overledene voort waardoor de aandelen in het bedrijf fiscaal gunstig aan het kind kunnen worden toebedeeld (Bedrijfsopvolgingsregeling voor de erfbelasting, BOR). Er kunnen ook meer schulden dan baten blijken te zijn terwijl zuiver is aanvaard.

### Wilsrechten
Artikel 19 en verder behandelen wilsrechten (al wordt die term niet gebruikt).
Na overlijden van de partner kan de langstlevende echtgenoot hertrouwen. Langstlevende partner heeft de nalatenschap ter beschikking, met daaraan verbonden de vorderingen van de kinderen. Bij hertrouwen, kan door eventuele gemeenschap van goederen die na hertrouwen ontstaat, de nalatenschap bij overlijden van de tweede ouder, naar de tweede partner gaan of via de stiefouder bij de stieffamilie terechtkomen.
De kinderen hebben bij hertrouwen van de langstlevende partner de mogelijkheid hun eigen positie te versterken. Zij kunnen een beroep doen op een zogenaamd wilsrecht.
Als de kinderen een wilsrecht inroepen, krijgen zij goederen in bloot eigendom, met een waarde van de vordering die zij hebben op de langstlevende echtgenoot. De langstlevende echtgenoot krijgt dan het vruchtgebruik van deze goederen. Bij de woning betekent dit, dat de langstlevende er kan blijven wonen. Deze kan, of de stiefouder, niet meer aan deze goederen komen of verkopen (alleen de rente of andere vruchten die uit deze goederen komen zijn voor de vruchtgebruiker).
Met andere woorden, de kinderen kunnen hun kindsdeel zo veilig stellen en hoeven niet bang te zijn dat hun recht ontstaan door vooroverleden vader naar de erfgenamen gaat van de nieuwe partner van moeder.
Wanneer moeder komt te overlijden vervalt het vruchtgebruik en verkrijgen de kinderen de volle eigendom van de goederen waarover een wilsrecht was ingeroepen.
Wilsrechten kunnen worden ingeroepen vanaf het moment dat langstlevende partner aankondigt in het huwelijk te willen treden (aantekenen bij de gemeente).
Omdat dit een moeilijk onderwerp is, waar advies van een notaris verstandig kan zijn, wordt het hier eenvoudig uitgelegd met voorbeelden.
A is overleden en erfgenamen zijn partner B en kinderen C en D. De nalatenschap van A was totaal € 60.000 en gaat naar B. B heeft  een schuld aan de kinderen van ieder € 20.000. Echtgenote B is voornemens te gaan hertrouwen met X, X heeft een kind Z. Het gevaar bestaat nu dat de nalatenschap van A, waarmee de vordering van de kinderen C en D op hun moeder is verbonden, van B naar X gaat of naar de erfgenamen van X. Dit kunnen de kinderen C en D voorkomen, door een beroep te doen op hun wilsrechten. Kinderen C en D kunnen een beroep op hun wilsrechten doen vanaf het moment aankondiging, ondertrouw of huwelijk moeder B.
De kinderen hebben een vordering op B van ieder € 20.000. Deze vordering kan nu bij beroep op de wilsrechten wel zeker gesteld worden. De kinderen kunnen middels hun wilsrechten bepaalde goederen aanwijzen die ze zeker willen stellen uit de nalatenschap van vader (goederen zijn alle zaken). De langstlevende partner krijgt dan het vruchtgebruik van die goederen en de kinderen de blote eigendom van die aangewezen bepaalde goederen (er is dan geen rentevergoeding meer). Bij overlijden langstlevende partner vervalt dit vruchtgebruik, het valt toe aan de kinderen C en D, hun bloot eigendom wordt vol eigendom. Zo zijn de vorderingen van C en D omgezet naar eigendom en uit de nalatenschap naar de kinderen gegaan vóór overlijden van B. De nalatenschap van de vader gaat nu niet meer helemaal naar X of erven van X, maar alleen nog het 1/3 deel van B.
Bij beroep op wilsrecht door C en D kan bijvoorbeeld C een beroep doen op wilsrecht van een kast ter waarde van € 20.000 en kind D een beroep doen op wilsrecht van een bankrekening ter waarde van € 20.000. De langstlevende partner B hoeft deze zaken niet af geven, er is vruchtgebruik tot overlijden.
Enkele jaren later overlijdt B. Zij heeft geen testament gemaakt. De erfgenamen van B zijn dan haar kinderen C en D en haar echtgenoot X, ieder voor 1/3 deel. Het kind van X, Z, erft niet mee omdat het geen familierechtelijk kind van B is, maar een 'stiefkind', dat telt niet mee bij de wettelijke verdeling.
B en X waren in gemeenschap van goederen gehuwd. Bij overlijden van B in het huwelijk met X, was het gezamenlijke vermogen totaal € 160.000, waaronder het vruchtgebruik van zaken in bloot eigendom bij haar kinderen C en D ter waarde van € 40.000.
Omdat de kinderen bij hertrouwen van B een beroep hebben gedaan op hum wilsrechten, valt bij overlijden het vruchtgebruik toe aan de blote eigenaren. Het gemeenschappelijk vermogen is na aftrek blote eigendom/vruchtgebruik vermogen totaal € 120.000, de nalatenschap is de helft of € 60.000.
Hierin zijn erfgenamen de kinderen C en D van B en haar tweede partner X ieder voor 1/3 deel in gerechtigd, of ieder € 20.000
Op deze nalatenschap is ook de wettelijke verdeling van toepassing. Alle vermogensbestanddelen worden toegedeeld aan X en de kinderen C en D hebben een vordering van elk € 20.000 op X, opeisbaar bij zijn overlijden.

## Titel 4. Uiterste willen
Een uiterste wil is de wettelijk voorgeschreven vorm waarbij een of meer uiterste wilsbeschikkingen kunnen worden gemaakt en herroepen (art. 4:42 lid 3 BW), de regels staan in Titel 4, afdeling 4 van het Burgerlijk Wetboek. Met uiterste wil bedoelt de wet de akte of het handgeschreven stuk waarin de uiterste wilsbeschikkingen zijn opgenomen of het geheel van uiterste wilsbeschikkingen in verschillende documenten (bv art. 4:46 BW en art. 4:47 BW). De uiterste wil kan een notariele akte zijn of een onderhandse akte die bij de notaris in bewaring wordt gegeven (testament) (art. 4:94 BW), een codicil (art. 4: 97 BW) of voor het vastleggen van uitvaartwensen een gewone notariële akte (art. 19 Wet op de Lijkbezorging). In een uiterste wil kunnen ook andere bepalingen worden opgenomen, bijvoorbeeld als de wet erflater de mogelijkheid geeft bij uiterste wil nadere regels te geven bij een uiterste wilsbeschikking. Zulke nadere regels hebben andere rechtsgevolgen. Vallen bepalingen in een uiterste wil niet binnen de reikwijdte van een in de wet genoemde uiterste wilsbeschikking, zijn deze nietig. De oude wet voor het erfrecht gebruikte het begrip uiterste wil in gevallen waar de nieuwe wet het begrip uiterste wilsbeschikking gebruikt, men kon volgens de oude wet bij uiterste wil de regels van de wettelijke erfopvolging opzij zetten en een testamentsuitvoerder (exécuteur testamentaire) of bewindvoerder aanstellen (art.4:966, 4:1052 en 4:1066 (oud) BW). De verschillen in terminologie in de nieuwe wet voeren regelmatig tot misverstanden bij de vraag of een bepaling in een uiterste wil rechtsgeldig is of nietig. Dit speelt zowel bij het maken van een testament een rol, als bij afwikkeling van de nalatenschap. 

### Testament
Het wettelijk stelsel van erfopvolging kan doorbroken worden door het maken van een uiterste wilsbeschikking die een erfstelling of een onterving inhoudt (art. 4:1 lid 2 BW), deze moet worden opgenomen in een testament of codicil, daarvoor gebruikt de wet sinds 2003 het begrip uiterste wil. Opstellen van een testament is een hoogstpersoonlijk recht en kan alleen door erflater zelf worden gedaan. In de praktijk wordt de akte van testament opgemaakt door een notaris, het is dan een notariële akte. De notaris spreekt onder vier ogen met een erflater, Is dat niet gebeurd kan het testament door de rechter op verzoek van belanghebbenden worden vernietigd. 
Ook kan een testament met de hand geschreven worden en open of gesloten bij een notaris in bewaring worden gegeven (holografisch of olografisch testament, depot-testament). Van de bewaargeving en de verklaringen van de erflater maakt de notaris een akte op die door de erflater en de notaris wordt ondertekend. Een en ander is in de praktijk niet veel goedkoper dan een notarieel testament. Ten slotte kan men enkele dingen in een gedateerd, zelfgeschreven en zelf ondertekend stuk regelen, het codicil (zie onderdeel codicil).
Een uiterste wil kan op ieder gewenst moment eenzijdig door erflater worden herroepen, voor herroeping van een notarieel testament is de notaris nodig, vernietiging van het papieren afschrift heeft juridisch geen werking.
Op grond van het Haags Testamentvormenverdrag kan een Nederlander ook geldig in het buitenland een onderhands, eigenhandig geschreven, testament maken, wanneer dit voldoet aan de vormvereisten van het land waar(in) dit testament wordt gemaakt. Een dergelijk testament kan thuis worden bewaard en hoeft niet bij een notaris in bewaring te worden gegeven. Nadeel van thuis bewaren is, dat iedereen het document kan wegnemen of vervalsen. Dit nadeel krijgt meer gewicht bij personen die van zorg afhankelijk zijn.
Ook boedeltoedelingen, testamentaire lasten en legaten kunnen in het testament staan. In een codicil kunnen ook uitvaartwensen worden vastgehouden.
Er kunnen in een testament regelingen worden getroffen voor toekomstige onzekere gebeurtenissen met formuleringen als "Voor het geval .. vervalt het hiervoor onder ten derde bepaalde en beschik ik als volgt: ..". Het kan bijvoorbeeld gaan om het eerder of bijna gelijktijdig overlijden van een ander, het aangaan of beëindigen van een relatie, gezinsuitbreiding, enz. Dat kan het later actualiseren van het testament soms onnodig maken, terwijl bij kort na elkaar overlijden er mogelijk niet eens gelegenheid kan zijn geweest tot tussentijds actualiseren.
Na een overlijden kunnen belanghebbenden bij het Centraal Testamentenregister (CTR) gratis te weten komen of een overledene een testament heeft gemaakt en zo ja, van welke datum het laatste testament is en bij welke notaris zich dat bevindt. Voor de inhoud van het testament moet men zich dan wenden tot deze of een andere notaris, de notaris kan afschrift van een testament of een bepaald deel eruit, alleen aan bepaalde personen geven. Een aanvraag CTR duurt ongeveer een week, dus de inhoud van een testament kan meestal geen rol spelen bij de uitvaart.
Artikel 49 van de Wet op het notarisambt bepaalt dat degene die aan een testament een recht ontleent of door een testament een erfrechtelijke aanspraak heeft verloren, recht heeft op een uittreksel uit het testament dat woordelijk gelijkluidend, het onderdeel van het testament bevat dat op dit recht of op deze aanspraak betrekking heeft.
Testamentaire bepalingen mogen niet in strijd zijn met de openbare orde, de goede zeden of regels van dwingend recht (art.4:44, 45 BW), evenmin mogen ze erfgenamen belemmeren in de uitoefening van bevoegdheden die ze krachtens erfrecht hebben (art. 4:4 BW). Volgens de Hoge Raad valt een bepaling die direct of indirect tot gevolg heeft dat erfgenamen worden belemmerd vrijheden uit te oefenen die hen krachtens grondrechten toestaan, onder strijd met de goede zeden.

### Legitieme portie
Personen die volgens het wettelijk stelsel recht zouden hebben op een bepaald aandeel, de legitimarissen, maar bij testament niet bedeeld worden of minder krijgen, heten te zijn 'onterfd'. De vrijheid bij uiterste wil te beschikken kent ten aanzien van onterving van eigen kinderen en kleinkinderen (afstammelingen) een wettelijke beperking, gedacht ter bescherming van de kinderen tegen ouderlijke willekeur of misbruik van de testeervrijheid. Kinderen kunnen in een testament wel worden onterfd, maar zij hoeven zich daar niet bij neer te leggen. Zij kunnen namelijk aanspraak maken op hun zogenaamde legitieme portie. Dat is een deel van de waarde van de nalatenschap waar kinderen, ook al zijn ze onterfd, volgens de wet altijd aanspraak op kunnen maken, het is een vordering op de erfgenamen. Personen die dit recht is toegekend worden legitimaris genoemd.
Eventuele kinderen van de onterfde erven door plaatsvervulling, tenzij die ook zijn onterfd. Als bijvoorbeeld A, B en C bij versterf elk een derde erven, betekent onterven van A zonder plaatsvervulling dat B en C elk de helft erven. Hetzelfde kan bij erfstelling bepaald worden. Omgekeerd houdt een erfstelling materieel altijd onder meer een minstens gedeeltelijke onterving in, tenzij deze in het gegeven geval feitelijk overeenkomt met het erfrecht bij versterf, wat niet betekent dat het testament nutteloos was, want dit kan hebben afgehangen van wie nog in leven zouden zijn bij het overlijden van de erflater, en er kunnen ook andere dingen in het testament geregeld zijn.
In bepaalde situaties kan een legitimaris die wel erft ook een beroep doen op de legitieme portie, de legitimaris kan verwerpen en tegelijkertijd aangeven aanspraak te maken op de legitieme portie. De rechtspositie van erfgenaam vervalt daardoor, men wordt schuldeiser van de nalatenschap. Is een executeur benoemd over een erfdeel dat wordt verworpen door een legitimaris, wordt een mindering op de legitieme portie toegepast. Ook een erfgenaam kan een beroep op de legitieme portie doen, met of zonder verwerping van de erfenis. In het laatste geval noemt men dit aanvullend beroep op de legitieme.

### Codicil
Met een codicil kunnen uiterste wilsbeschikkingen worden vastgelegd zonder notaris, de regels zijn opgenomen in artikel 97. Een codicil is een door erflater zelf, met de hand geschreven, gedagtekend en ondertekend papier, waarin bepaalde wensen kunnen worden opgenomen. Een getypte of gedrukte tekst kan via de rechter worden vernietigd als men aan de echtheid twijfelt (art.109 lid 4). Een codicil kan in bewaring worden gegeven bij een notaris maar dat hoeft niet. Het geeft wel meer zekerheid dat wat bij codicil is bepaald, door erflater zelf zo gewenst is.
In een codicil kunnen bepaalde legaten worden opgenomen; van kleding, lijfstoebehoren en bepaalde sieraden. Met 'bepaalde sieraden' worden bedoeld dat het om persoonlijke sieraden gaat of die al jaren tot de familie behoorden en dat is omschreven om welke sieraden het gaat. Ook kunnen bepaalde inboedelgoederen en boeken worden gelegateerd en regelingen worden getroffen rondom auteursrechten. Met andere woorden, alleen bepaalde (persoonlijke) roerende zaken kunnen bij codicil vermaakt worden. Bij codicil kan ook bepaald dat de legaten buiten een gemeenschap van goederen vallen 
(zie het onderdeel Uitsluiting). Wil iemand grotere legaten of contanten legateren dan moet er een testament worden opgemaakt 
(zie onderdeel testament).
Enkele andere wetten geven de mogelijkheid ook andere zaken bij codicil te regelen zoals wensen rondom de uitvaart (art. 19 Wet op de Lijkbezorging) en voor orgaandonatie, het donorcodicil (art. 9 Wet op de Orgaandonatie).
Een codicil kan bij codicil worden herroepen, of bij een later testament.

## Titel 5. Onderscheiden soorten van uiterste wilsbeschikkingen
Een uiterste wilsbeschikking is de in het erfrecht voorgeschreven manier waarop iemand in afwijking van de wettelijke regeling voor erfopvolging zelf kan bepalen wat er met de nalatenschap gebeurt na overlijden. De definitie van het begrip uiterste wilsbeschikking staat in artikel 4:42 BW, het is een eenzijdige rechtshandeling waarbij een erflater een beschikking maakt die eerst werkt na overlijden en die in boek 4 is geregeld of elders in een wet als zodanig wordt aangemerkt. Er geldt een gesloten stelsel van wilsbeschikkingen wat betekent dat alleen bij de in het erfrecht en andere wetten genoemde uiterste wilsbeschikkingen rechtsgeldig over de nalatenschap kan worden beschikt. De notaris maakt nogal eens gebruik van bepalingen uit modelregelingen die geen uiterste wilsbeschikking zijn, bekende voorbeelden zijn de quasi-wettelijke verdeling en de executeur-afwikkelingsbewindvoerder. De wetgever verklaarde bij  voorbereiding van de huidige wet erfrecht dat onder het nieuwe recht bepalingen in een testament over de verdeling nietig zullen zijn. Ondervindt een erfgenaam nadeel van zulke buitenwettelijke bepalingen in een testament kan de nietigheid worden ingeroepen en de kwestie zo nodig aan de rechter worden voorgelegd. De rechter oordeelde dat bepalingen in een testament die niet binnen de reikwijdte van een uiterste wilsbeschikking vallen, nietig zijn. Van de uiterste wilsbeschikking moet de uiterste wil worden onderscheiden, dat is de akte of het handgeschreven dokument waarin een of meer uiterste wilsbeschikkingen zijn vastgehouden (zie hierboven). Verdere regels voor de uiterste wilsbeschikking staan in titel 4, afdeling 1 en afdeling 2 BW.  

### Erfstellingen
De erfstelling is de koningin onder de uiterste wilsbeschikkingen omdat de erflater alleen daarmee een of meer (rechts-)personen kan aanwijzen die de nalatenschap in afwijking van het wettelijk erfrecht (versterferfrecht) zullen erven en voor welk aandeel ( art. 4:1 lid 2 BW en art. 4:115 BW). Deze personen worden erfgenamen genoemd.
Erflater is vrij in de keus van de erfgenamen, dat kunnen personen en rechtspersonen zijn die moeten bestaan op het moment dat de erflater overlijdt. Ook is erflater vrij te bepalen welk deel van de nalatenschap aan een erfgenaam gaat, er kunnen fracties voor de verdeling worden vermeld die samen 1 zijn, of er wordt vermeld "voor gelijke delen". Er kan bijstaan "met inachtneming van plaatsvervulling, zoals geregeld in het Burgerlijk Wetboek voor erfopvolging bij versterf". Als er niet iets dergelijks bij staat is er geen plaatsvervulling. Bij een erfstelling erft de erfgenaam onder algemene titel; de wet regelt dat bij overlijden wettelijke of testamentaire erfgenamen de erflater van rechtswege opvolgen in alle voor overgang vatbare rechten, in zijn bezit en houderschap en schulden (art. 4:182 BW). De overgang vindt direct na overlijden plaats, er is geen bijzondere rechtshandeling voor nodig. (Dit kan echter met terugwerkende kracht veranderen door de erfkeuze, zie verderop.) De schulden kunnen de waarde van de bezittingen overtreffen, net als bij erfopvolging bij versterf. Anders dan bij het wettelijk erfrecht kunnen er na overlijden door testamentaire bepalingen schulden voor de erfgenamen bijkomen, bijvoorbeeld uit legaten of omdat iemand die is onterfd een beroep doet op de legitieme portie.
Erfgenamen hebben het recht te kiezen of ze de nalatenschap zuiver aanvaarden, daarmee aanvaarden ze de verplichting schulden die niet uit de nalatenschap kunnen worden voldaan, uit het eigen vermogen te voldoen; te aanvaarden onder voorbehoud van boedelbeschrijving, 'beneficiair aanvaarden', of te verwerpen. Bij verwerping is men met terugwerkende kracht geen erfgenaam meer.
De erfgenamen die (beneficiair) hebben aanvaard zijn op grond van het vermogensrecht deelgenoten in de onverdeelde gemeenschap van nalatenschapsgoederen. Bij afwikkeling en verdeling van een nalatenschap moeten alle beslissingen daarom worden genomen door de erfgenamen gezamenlijk, ofwel in unanimiteit, hier geldt dus niet het principe van meerderheid van stemmen. Is een executeur benoemd met de bevoegdheid de nalatenschap te beheren, vertegenwoordigt deze de erfgenamen en hun belangen in en buiten rechte, niet de legatarissen.

### Legaat
Bij een legaat krijgt een persoon, de legataris, een bepaalde zaak of een waarde toebedeeld van de erflater, ten laste van een of meerdere erfgenamen of andere legatarissen. Dit is een testamentaire schenking. Als het legaat een geldsom is die in het testament wordt gedefinieerd als een bepaald percentage van de waarde van de nalatenschap, en de nalatenschap heeft een negatieve waarde, dan vervalt het legaat, want een schenking betreft nooit een negatief bedrag.
De legataris krijgt de schenking niet direct bij overlijden van de erflater in eigendom, zoals een erfgenaam de erfenis. Het legaat is een vordering van de legataris op de betreffende erfgenaam of erfgenamen, deze zijn verplicht het legaat uit de nalatenschapsboedel te voldoen. Een legataris kan zijn vorderingsrecht uitwinnen. 
Legaten zijn schulden van de nalatenschap die zijn achtergesteld op de andere schulden van de nalatenschap en komen ten laste van de gezamenlijke erfgenamen, tenzij ze aan een of meer bepaalde erfgenamen of legatarissen zijn opgelegd. Als de nalatenschap niet toereikend is voor voldoening van alle legaten, kunnen de legatarissen het restant vorderen uit het eigen vermogen van de erfgenamen die met het legaat zijn belast en de nalatenschap zuiver hebben aanvaard. Een legataris is geen erfgenaam en heeft geen rechten bij afwikkeling en verdeling van de erfenis, dat hebben alleen de erfgenamen (deelgenoten).
Een legaat hoeft door de legataris niet aanvaard te worden, het kan geheel of deels verworpen worden.

### Onterving
Bij testament kan men bepalen wie niet erft (expliciete onterving), maar dat is ongebruikelijk. Meestal is sprake van impliciete onterving, wat gebeurt door een erfstelling waarbij iemand die volgens de regels van wettelijke erfopvolging erfgenaam is niet in het testament wordt opgenomen of een minder groot deel krijgt toebedeeld. Kinderen, en soms kleinkinderen (afstammelingen) hebben op grond van de wet recht op een minimum erfdeel, de legitieme portie 
(zie onderdeel Legitieme portie).
Bij expliciete onterving van een kind, broer, zuster, grootouder of overgrootouder worden de afstammelingen van de onterfde persoon bij plaatsvervulling geroepen, net als wanneer die was overleden of de erfenis had verworpen. Het is mogelijk die afstammelingen ook te onterven.
De reden van een testament is meestal het afwijken van de verdeling zonder testament, wat dus onder meer het geheel of gedeeltelijk onterven van een of meer personen inhoudt. De reden kan eenvoudig zijn het laten meedelen van andere personen of van instellingen (goede doelen). Daarnaast kunnen personen minder of niets krijgen, omdat de erflater vond dat ze het geld minder nodig zouden hebben, of als de erflater voor hen minder sympathie had.
Bij impliciete onterving kan de betrokkene alsnog erven als bijvoorbeeld de toebedeelden al zijn overleden, en geen nageslacht hebben. Dan is er dus een materieel verschil ten opzichte van expliciet onterven.
Iets legateren kan ook een alternatief zijn voor een erfdeel toekennen. De grootte van het legaat kan in het testament worden gesteld op een percentage van de waarde van de nalatenschap. Het legaat is dan materieel hetzelfde als een erfdeel, maar met het voordeel dat een legataris niet het risico loopt dat de waarde negatief is. Een legaat kan ook een vast bedrag of voorwerp zijn, onafhankelijk van de waarde van de nalatenschap. Of een legaat in plaats van het wettelijk erfdeel materieel uiteindelijk neerkomt op een onterving is per geval verschillend.

### Uitsluiting
Dit is geen wettelijke uiterste wil maar een nadere bepaling die vaak in een testament of codicil wordt opgenomen, men bepaalt dan dat de erfenis niet zal vallen in een gemeenschap van goederen, het vermogen blijft dan privé van de erfgenaam of legataris. Dit noemt men de uitsluitingsclausule of uitsluiten koude kant. Dat wil zeggen:
- Indien aan een kind iets is toebedeeld bij testament of codicil en het kind is in gemeenschap van goederen gehuwd of heeft een geregistreerd partnerschap, kan de verkrijging in de gemeenschap van goederen vallen en door vermenging aan beide partners gaan toebehoren. Bij een eventuele scheiding van het kind en verdeling van de gemeenschap, deelt de partner mee in dat wat ooit uit de nalatenschap is verkregen door de erfgenaam. Immers het vermogen van de partners moet dan door twee worden gedeeld.[28] Indien in een testament of codicil is opgenomen dat de verkrijging uit de nalatenschap niet zal vallen in een gemeenschap van goederen, valt deze verkrijging toe aan het eigen vermogen van de erfgenaam en wordt niet door vermenging deel van het gemeenschapsvermogen, het blijft 'privé'. Bij eventuele echtscheiding van kind, blijft deze erfenis buiten de verdeling bij de echtscheiding.

### Testamentaire lasten
In een uiterste wil kan de testateur aan een erfstelling of een legaat een verplichting verbinden, dit wordt een last genoemd (Afd. 3, Titel 5, Boek 4 BW). Iemand krijgt bijvoorbeeld een legaat van € 10.000 onder de last om de huisdieren van de erflater te verzorgen of iemand wordt aangewezen als erfgenaam onder de last de administratie af te wikkelen en de woning op te ruimen. Een testamentaire last kan worden opgelegd aan een erfgenaam, een legataris en een executeur.
Een last kan leiden tot een verkrijging bij iemand anders, die dan lastbevoordeelde wordt genoemd.
Een erfgenaam of legataris op wie een testamentaire last rust (de lasthebber), verkrijgt zijn recht onder de ontbindende voorwaarde dat dit wegens niet-uitvoering van de last vervallen kan worden verklaard door de rechter, op verzoek van belanghebbenden bij de vervallenverklaring. Lasten die aan een executeur worden opgelegd die zelfs geen erfgenaam of legataris is, gelden voor alle erfgenamen (art 4:130, lid 2 BW). Als de executeur een last niet uitvoert, kunnen de verkrijgingen van de erfgenamen op verzoek door de rechter vervallen worden verklaard. 
Omdat door het niet uitvoeren van een last de verkrijging voor de legataris of erfgenaam kan vervallen, kan het voorkomen dat de erfgenaam of legataris niet onvoorwaardelijk over die goederen kan beschikken.
Net als elke andere testamentaire bepaling mag een last niet in strijd zijn met de openbare orde, de goede zeden of regels van dwingend recht (art.4:45 BW), evenmin mogen ze erfgenamen belemmeren in de uitoefening van bevoegdheden die ze krachtens erfrecht hebben (art. 4:4 BW).

#### "Begrafenisexecuteur"
De testamentaire last wordt in de praktijk regelmatig aan erflaters geadviseerd als instrument om iemand te verplichten de uitvaart te regelen, in het notariaat noemt men deze persoon een begrafenisexecuteur. Dit begrip wordt door erfrechtspecialisten verwarrend geacht, het regelen van de uitvaart hoort namelijk niet tot de taken van een testamentair executeur en als aan een executeur een testamentaire last is opgelegd, geldt deze voor alle erfgenamen. Een executeur kan in deze dus niet zelfstandig handelen. Bovendien schrijft de Wet op de Lijkbezorging voor, dat de uitvaartwensen van overledene zoveel mogelijk moeten worden gevolgd (art. 18 lid 2 Wlb), overtreding van de regels is strafbaar gesteld. Het vastleggen van de uitvaartwensen is een uiterste wilsbeschikking (art. 19 Wlb). Een executeur heeft hier dus niet de bevoegdheid zaken naar eigen inzicht te regelen, zoals bij de uitvoer van de executeurstaken.

### Stichtingen
Een erflater kan bij uiterste wilsbeschikking een stichting in het leven roepen en aan deze rechtspersoon iets nalaten, een erfstelling of legaat (art. 4:135 BW). Is de wens om na overlijden een stichting op te richten niet in het testament opgenomen, maar in een ander document, bestaat voor de erfgenamen de last deze stichting op te richten, deze regel is de codificering van een arrest van de Hoge Raad uit 1932. Deze stichting kan worden gebruikt om iemand te bevoordelen die ten tijde van het overlijden van de erflater nog niet bestaat. Aan de werking van deze bepalingen voor de toekomst is geen termijn gesteld.

### Makingen onder tijdsbepaling en onder voorwaarde
Een making kan verbonden worden aan een tijdsbepaling of voorwaarde. Daarbij wordt het intreden van een bepaald in het testament genoemd gevolg, gekoppeld aan het in vervulling gaan van een respectievelijk zekere of onzekere gebeurtenis in de toekomst. Het kan gaan om een ontbindende of opschortende bepaling, de making geldt tot of vanaf een door erflater genoemde gebeurtenis. Aan de tijdelijke en de voorwaardelijke making kent de wet verschillende gevolgen toe.
Is de vervulling van de voorwaarde teweeggebracht door iemand aan wie het vermaakte bij vervulling van de voorwaarde toekomt, dan geldt zij als niet vervuld, indien de redelijkheid en billijkheid dit verlangen. Dit is dus heel anders dan bij een testamentaire last, waar aan de verkrijging van een erfdeel of legaat een verplichting is gekoppeld.
Artikel 141 refereert aan een rechtsfiguur die onder het oude recht de fideï-commis de residuo werd genoemd en na 2003 bekend is geworden als tweetrapsmaking, twee of meer met elkaar verbonden makingen waarbij een ontbindende gebeurtenis in de eerste making, de opschortende gebeurtenis in een volgende making is. Degene aan wie onder ontbindende bepaling wordt vermaakt, de bezwaarde, krijgt slechts tijdelijk of voorwaardelijk recht op het erfdeel, dat niet in het eigen vermogen valt, maar een afgescheiden vermogen vormt. Degene die onder opschortende bepaling erft, de verwachter, ontvangt dat wat is overgebleven van het erfdeel als eigen vermogen. Bij testament kunnen regels worden gegeven hoe de bezwaarde het fideï-commissaire vermogen mag verteren, ofwel opmaken. Ontbreken regels in het testament, gelden de wettelijke regels voor vruchtgebruik. 
Deze erfrechtelijke constructie wordt vaak aangeraden als instrument om een nalatenschap binnen de familie te houden of om belastingvoordeel voor erfgenamen te bereiken. Het is juridisch echter een ingewikkelde regeling met beperkingen en voorschriften voor de bezwaarde die bij niet nauwkeurige nakoming voor onverwachte betalingensverplichtingen kunnen zorgen als de bezwaarde overlijdt en het volledige fideï-commiss vermogen door verwachter bij de erfgenamen van bezwaarde wordt opgevorderd. Het fideï-commis vermogen komt namelijk niet aan de erfgenamen van bezwaarde toe maar aan de verwachter.
Door de conversie in, of toepasselijk verklaring van de regels voor, vruchtgebruik op de voet van art. 137 e.v. BW heeft de tweetrapsmaking voor bezwaarden vaak een ontervende werking. Men ontvangt de erfenis niet in volledig vrije eigendom, maar krijgt feitelijk slechts een recht op vruchtgebruik, de bloot eigendom is bedoeld voor verwachters. In voorlichting over de tweetrapsmaking wordt hier maar zelden op gewezen.

### Executeurs
Erflaters kunnen bij testament een of meerdere executeurs benoemen die volgens bepaalde in het testament beschreven aanwijzingen en bevoegdheden de nalatenschap van een erflater met of namens de erfgenamen beheert en de direct opeisbare schulden voldoet, daaronder legaten die ten laste van de nalatenschap komen, maar legaten zijn uitgezonderd van de voorrangsbepalingen in artikel 4:7 BW. Zijn in het testament geen bijzondere regels opgenomen, gelden de algemene wettelijke bepalingen. Vóór 2003 was het mogelijk iemand aan te stellen die de laatste wilsbeschikkingen uitvoerde, de testamentuitvoerder (executeur testamentair), dat kon bij testament en bij codicil. Dat is in het nieuwe erfrecht niet meer mogelijk, dat kent alleen de bevoegdheden van beheer en voldoening van schulden. Benoemingen in oude testamenten en codicillen blijven geldig, maar worden omgezet naar de nieuwe functie. De erflater kan binnen het wettelijk kader zelf bepalen hoe zwaar de functie van een executeur zal zijn en hoe ver de bevoegdheden reiken, er kunnen ook executeurs worden benoemd met deeltaken. Overschrijdt een bij testament toegekende bevoegdheid de wettelijke grenzen, moet de bepaling voor nietig worden gehouden en mag de executeur deze niet uitvoeren, tenzij de bevoegdheid binnen de wettelijke regeling van het testamentair bewind valt. Dan mag er van worden uit gegaan dat bedoeld is een bewind in te stellen in een gemeenschappelijk belang met een testamentair bewindvoerder. Deze heeft als bijzondere bevoegdheid dat hij een vordering tot verdeling bij de rechter mag instellen (4:170 lid 1 BW), maar mag niet zelfstandig verdelen, ook al staat dat in het testament.
Een executeur werkt volgens de hoofdregel van 'goed executeurschap' voor de nalatenschap, bij beslissingen staan bescherming, instandhouding en inkomsten van de nalatenschap voorop en worden in de eerste plaats de belangen van de erfgenamen gediend. Bij uitvoer van werkzaamheden door een professioneel executeur staat diens belang om met zijn werk inkomsten te genereren tegenover het belang van erfgenamen zoveel mogelijk geld in de nalatenschap te houden. De rechtspraak hanteert als richtlijn dat een executeur kosten in rekening kan brengen die in redelijkheid zijn gemaakt, gelet op de toegedachte taak en de omvang en complexiteit van de betreffende nalatenschap. Erfgenamen zijn slechts gehouden tot voldoening uit de nalatenschap als behoorlijk rekening en verantwoording is afgelegd.
Vanuit het notariaat en de executeursbranche wordt de mening uitgedragen dat een executeur vergaande bevoegdheden heeft bij de afwikkeling van een nalatenschap en erfgenamen aan de zijlijn staan. Dat verschilt echter van testament tot testament en hangt er vooral van af, of de executeur de beheersbevoegdheid heeft. Dan kan de executeur zelfstandig beschikken of de verplichting hebben dit in overleg met de erfgenamen en met hun toestemming te doen. Iedere executeur moet werken volgens de zorgvuldigheidsnorm en daarover rekening en verantwoording aan de erfgenamen afleggen, zij hebben het controlerecht. Onafhankelijk van erfrecht of testament mogen erfgenamen op grond van het vermogensrecht naast een executeur zelfstandig handelen als het gaat om het dagelijks onderhoud en behoud van nalatenschapsgoederen of om handelingen die geen uitstel kunnen lijden (art. 3:170 BW). Na overlijden heeft de hele boedel gewoon onderhoud nodig en moeten veel zaken snel worden afgehandeld, het eigendomsrecht geeft erfgenamen dus speelruimte. Een executeur is niet bevoegd nalatenschapsgoederen in bezit te nemen en is niet bevoegd te werken in de fase van de verdeling, tenzij alle erfgenamen hem dit per volmacht opdragen. Staat een bevoegdheid tot zelfstandig verdelen in een testament, is deze nietig te achten. Verdeling valt buiten het wettelijk takenpakket van de executeur, daar is toestemming van alle erfgenamen voor nodig omdat het een beschikkingshandeling is die alleen de deelgenoten in de erfgemeenschap toekomt, op grond van hun eigendomsrecht. Uit de parlementaire geschiedenis blijkt dat deze niet bestaande uiterste wilsbeschikking mag worden omgezet in de geldige wilsbeschikking testamentair bewind en de executeur dan ook kan worden beschouwd als testamentair bewindvoerder met de bijzondere wettelijke bevoegdheid zelfstandig een vordering tot verdeling bij de rechter in te stellen. Er bestaat geen uiterste wilsbeschikking om aanwijzingen te geven voor de verdeling of een derde op te dragen zelfstandig te verdelen. Niet bestaande uiterste wilsbeschikkingen in een testament kunnen door de rechter voor nietig worden gehouden. Enkele erfrechtsgeleerden menen dat dit mogelijk is maar het is geen geldend recht. Een erfgenaam hoeft de beperkingen op de zeggenschap door de bewindvoerder daarom niet te accepteren.

### Testamentair bewind
Een erflater kan bij uiterste wilsbeschikking bepalen dat de nalatenschap, een erfdeel of bepaalde nagelaten of vermaakte goederen na overlijden onder een testamentair bewind staan, dit treedt in werking op het tijdstip van overlijden, tenzij anders bepaald. Het bewind wordt ingesteld over goederen, niet over personen. Er bestaan drie soorten testamentair bewind met elk eigen regels voor rechthebbende en bewindvoerder: het beschermingsbewind, ter bescherming van een erfdeel of goed uit de nalatenschap tegen verkwisting of slecht beheer door onervarenheid; het conflictbewind, om een ander dan rechthebbende te beschermen en het gemeenschappelijk belang bewind, wanneer een bewindvoerder in het belang van meerdere rechthebbenden (een deel van) de onverdeelde nalatenschap moet beheren. Een regelmatig gebruikte vorm van gemeenschappelijk belang bewind is het zogenaamde afwikkelingsbewind, wat wordt ingezet om na overlijden de afwikkeling van de nalatenschap met een zekere voortvarendheid te kunnen laten uitvoeren. Een testamentair bewindvoerder over een onverdeelde gemeenschap heeft de wettelijke bevoegdheid een vordering tot verdeling bij de rechter in te stellen en kan er zo zelfstandig voor zorgen dat verdeeld wordt. De bewindvoerder mag echter niet zelfstandig verdelen zonder toestemming en medewerking van de deelgenoten omdat er geen uiterste wilsbeschikking bestaat die dat toelaat.
Is een testamentair beschermingsbewind ingesteld, kan de erfgenaam die het betreft het onder bewind gestelde alleen beheren of er over beschikken met toestemming van de bewindvoerder. Van deze beperking zijn alle handelingen uitgesloten die dienen tot gewoon onderhoud van de onder bewind gestelde goederen en handelingen die niet kunnen worden uitgesteld (art. 4:166 BW). In alle andere gevallen komt beheer en beschikken in het kader van beheer toe aan de bewindvoerder, die toestemming nodig heeft van de rechthebbende(n) (art. 4:169 BW). Een bewindvoerder mag zich bij vervulling van zijn taken niet als heer en meester gedragen over de eigendommen van rechthebbende.
De erflater kan de bevoegdheden en verplichtingen van de bewindvoerder nader in het testament regelen en deze zowel ruimer als beperkter vastleggen dan in de wet beschreven (art. 4:171 BW), mits deze vallen binnen de rechtsfiguur bewind. Onder rechtsgeleerden bestaat verdeeldheid welke bevoegdheden bij testament boven de wettelijke bevoegdheden rechtsgeldig kunnen worden gegeven. Hoogleraar Erfbelasting Bernard Schols meent dat er een deken over de nalatenschap kan worden gelegd die alle wettelijke rechten van de deelgenoten doet verstikken. Andere erfrechtsgeleerden nemen meer gematigde standpunten in. Er is geen vaste rechtspraak, wel bepaalde het Gerechtshof Den Haag dat artikel 4:171 een nadere regeling bij uiterste wil is van het bewind als bedoeld in artikel 4:153 e.v. BW (uiterste wilsbeschikking). Handelen buiten de wettelijke bevoegdheden op basis van bepalingen in een testament is daarom met rechtsonzekerheid omgeven en voert tot vele rechtszaken. Als hoofdregel geldt dat een bewindvoerder in een gemeenschappelijk belang zelfstandig mag beschikken als dat nodig is voor een goed beheer en geen handelingen mag verrichten in een situatie waar de belangen uiteen lopen of tegenstrijdig zijn.

### Wensen omtrent de uitvaart
Deze uiterste wilsbeschikking is niet in het wetboek van erfrecht opgenomen maar in de Wet op de lijkbezorging, artikel 19. De wet geeft als hoofdregel dat de uitvaart moet worden geregeld overeenkomstig de wens of vermoedelijke wens van de overledene, tenzij dat redelijkerwijs niet gevergd kan worden (art. 18 lid 2 Wlb). Het vastleggen van de wensen kan bij uiterste wilsbeschikking, door iedereen ouder dan 16 jaar, ook als diegene niet bekwaam is een uiterste wil te maken. De wensen kunnen vastgelegd in een handgeschreven, gedagtekend en ondertekend document (codicil) of bij notariële akte. Omdat de wet hier aangeeft dat de wensen van overledene zoveel mogelijk gevolgd moeten worden, kan het volgen van de wensen in rechte worden afgedwongen. Vanwege de korte tijdspanne zal dat in Kort geding moeten.
Is bij testament, notariële akte, of codicil iemand aangewezen om de uitvaart te regelen, mag deze persoon dat dus niet naar eigen inzicht doen, tenzij dat als uitdrukkelijke wens in de uiterste wilsbeschikking is opgenomen, dan is dat de wens van overledene.

### Codicil, notariële akte, aantekeningen
De wet geeft iedereen ouder dan 16 jaar het recht de wensen rond de uitvaart vast te leggen in een handgeschreven, gedagtekend en ondertekend document (codicil) of bij notariële akte, ook als diegene niet bekwaam is een uiterste wil te maken (art. 19 Wlb). Dit is een uiterste wilsbeschikking als bedoeld in het erfrecht (art. 4:42 lid 1 BW) met de uitzonderlijke bijkomstigheid dat er een handhavingsregeling geldt: niet nakoming is strafbaar gesteld. Zijn uitvaartwensen vastgelegd, worden ze niet opgevolgd en is iemand het daar niet mee eens, kan een vordering bij de rechter worden ingediend. Vastleggen van uitvaartwensen bij testament heeft als nadeel dat een testament vaak niet direct bij overlijden beschikbaar is en er in bepaald kan worden dat het pas geopend mag worden na de uitvaart. Ook mag iemand die wilsonbekwaam is, geen testament maken, wel een verklaring met uitvaartwensen.

## Titel 6. Gevolgen van de erfopvolging
Artikel 182 bepaalt dat met het overlijden van de erflater de erfgenamen van rechtswege opvolgen in alle voor overgang vatbare rechten, rechtsbetrekkingen, bezit en houderschap. Ook worden zij van rechtswege schuldenaar van de opeisbare schulden van de erflater die niet met zijn dood tenietgaan. Dat wordt het principe van de saisine genoemd, wat in veel landen bekend is, maar elders ook anders geregeld kan zijn, bijvoorbeeld in Engeland. Het betreft rechtsopvolging onder algemene titel, wat inhoudt dat erfgenamen de erflater opvolgen in de verkrijging zonder dat een aparte (rechts-)handeling als levering, schuld- of contractovername vereist is. De erfgenamen volgen dus (ieder voor het eigen deel) in volle omvang de rechtspositie van de erflater op voor wat betreft de vermogensrechtelijke rechtsverhoudingen van de erflater met derden, erfgenamen hebben de erfenis direct in handen.

### Erfkeus
Erfgenamen zijn niet gehouden een erfenis te accepteren, een erfgenaam heeft ten aanzien van de nalatenschap de keuze uit:
- zuivere aanvaarding
- beneficiaire aanvaarding (ook  aanvaarding onder het voorrecht van boedelbeschrijving genoemd)
- verwerping

Het is afhankelijk van de gemaakte keus of men iets uit de nalatenschap verkrijgt of gehouden is schulden uit het eigen vermogen te voldoen. Wanneer een andere erfgenaam beneficiair heeft aanvaard, dan wordt van rechtswege beneficiair aanvaard, tenzij is of wordt verworpen. Wanneer dit niet van toepassing is en een erfgenaam niets doet (waaronder het geval dat deze niet weet erfgenaam te zijn, zoals onder meer als deze niet van het overlijden op de hoogte is en eventueel de erflater zelfs niet gekend heeft), kan een oproep van de kantonrechter volgen om een keuze te maken. Als daar ook niet op wordt gereageerd wordt de erfgenaam geacht zuiver te aanvaarden (art. 4:192 lid 3 BW.), zie ook onder.
Een wettelijke vertegenwoordiger van een erfgenaam kan voor deze niet zuiver aanvaarden en heeft voor verwerping een machtiging van de kantonrechter nodig. Deze geeft in het belang van de erfgenaam meestal geen toestemming voor verwerping als de waarde van de erfenis positief is.
Gedurende drie maanden na het overlijden van de erflater kan op goederen van een nalatenschap die niet door alle erfgenamen zuiver is aanvaard, geen verhaal worden genomen, tenzij de schuldeiser hiertoe ook in geval van faillissement van de erflater had kunnen overgaan.
Iedere belanghebbende, zoals een schuldeiser, heeft het recht de kantonrechter te verzoeken een vereffenaar te benoemen over een onbeheerde nalatenschap (art. 4:204 lid 1 aanhef en onder a BW), dat is als erfgenamen niets doen en zich niet zo gedragen dat dit geldt als zuiver aanvaarden, zie hieronder, of als sommige erfgenamen verwerpen en de overige erfgenamen of de erfgenamen die in de plaats van de verwerpers komen niets doen.
Als er geen erfgenamen zijn, als deze onvindbaar zijn of als deze allemaal verworpen hebben komt een nalatenschap met een positieve waarde toe aan de Staat. Het Rijksvastgoedbedrijf handelt erfenissen af namens de overheid.

### Zuivere aanvaarding
Bij zuivere aanvaarding accepteert men de overgang van alle rechtsbetrekkingen, bezittingen en schulden van overledene op de erfgenaam, ook als er per saldo meer schulden (blijken te) zijn dan baten. Erfgenamen die een nalatenschap zuiver hebben aanvaard zijn persoonlijk, uit hun privé-vermogen, voor de schulden van de nalatenschap aansprakelijk voor zover deze niet uit de nalatenschap kunnen worden voldaan. Als de nalatenschap eenmaal zuiver is aanvaard kan deze keus alleen bij uitzondering veranderd worden, bijvoorbeeld als er schulden blijken te zijn die iemand niet kende en niet had kunnen kennen, zie verder.
Zuiver aanvaarden kan zowel formeel, met een verklaring van aanvaarding, als door gedragingen gebeuren. Een verklaring van zuivere aanvaarding ter griffie van de rechtbank (art. 4:191 BW) komt in de praktijk weinig voor, meestal wordt de beslissing opgenomen in de verklaring van erfrecht van de notaris.

#### Aanvaarden door gedragingen
Als een erfgenaam zich vóór zijn uitdrukkelijke keuze heeft gedragen als iemand die een nalatenschap ondubbelzinnig en zonder voorbehoud aanvaardt, wordt hij geacht de nalatenschap zuiver te hebben aanvaard (art. 4:192 lid 1 BW). Dit is in de regel het geval wanneer een erfgenaam ‘als heer en meester’ over goederen van de nalatenschap beschikt, of schuldeisers heeft benadeeld. De hoogste rechter bepaalde in 2021 dat niet te snel mag worden aangenomen dat door gedragingen zuiver is aanvaard in verband met de potentieel verstrekkende gevolgen voor de desbetreffende erfgenaam en de omstandigheid dat erfgenamen die belast zijn met het regelen van de praktische gevolgen van het overlijden van een naaste op die verstrekkende gevolgen niet steeds bedacht zullen zijn. Daden nodig voor het regelen van de uitvaart, kunnen niet leiden tot het aannemen van stilzwijgende zuivere aanvaarding.  
Tot zuivere aanvaarding kan bijvoorbeeld een van de volgende handelingen leiden:
- Waardevolle inboedelgoederen verkopen of te koop zetten,
- Ten aanzien van schulden van de nalatenschap aan de schuldeisers kenbaar maken dat hij deze als erfgenaam voor zijn rekening neemt.
- Afgeven volmacht om nalatenschap af te wikkelen.

Niet tot zuivere aanvaarding leiden:
- Betalen eenvoudig etentje erfgenamen ter voorbereiding uitvaart met pinpas overledene,
- Meenemen kostbare goederen uit de woning om deze veilig te stellen,
- Laten verlopen van de drie maanden wachttijd voor schuldeisers (art. 185),
- Nemen van maatregelen van conservatoire (bewarende) aard,
- Ontruimen kamer verzorgingshuis om nieuwe bewoner toegang te geven, met opslag van de inboedel.
- Goederen zonder marktwaarde meegegeven aan de kringloop.

#### Termijn van beraad
Gedurende de wettelijke termijn van beraad (3 maanden) mogen erfgenamen beheershandelingen verrichten die nodig zijn voor normaal onderhoud en behoud met betrekking tot de nalatenschap en handelingen die geen uitstel kunnen lijden. Het gaat doorgaans om handelingen die noodzakelijk zijn om bijvoorbeeld verdere schulden voor de nalatenschap te voorkomen zoals het opzeggen van de huur of abonnementen en het in oude staat herstellen van de huurwoning zodat kan worden opgeleverd. Het geven van opdracht tot de uitvaart van erflater is geen handeling betreffende de nalatenschap omdat het lichaam van de overledene niet tot de nalatenschap behoort.
Als een erfgenaam zijn keuze nog niet heeft gedaan kan de kantonrechter hem daarvoor op verzoek van een belanghebbende een termijn stellen. Laat de erfgenaam de termijn verlopen zonder een keuze te hebben gedaan dan wordt hij geacht de nalatenschap zuiver te aanvaarden.
Een verklaring van zuivere aanvaarding ter griffie van de rechtbank (art. 4:191 BW) komt in de praktijk weinig voor, meestal wordt de beslissing opgenomen in de verklaring van erfrecht van de notaris.

#### Bescherming zuivere aanvaarders tegen onverwachte schulden
In 2016 is artikel 4:192 lid 1 BW gewijzigd in die zin dat zuiver aanvaarden door gedragingen is beperkt tot het geval dat de erfgenaam goederen van de nalatenschap verkoopt, bezwaart of op andere wijze aan het verhaal van schuldeisers onttrekt. De wijziging was nodig omdat in de praktijk nietsvermoedende erfgenamen door handelingen zuiver aanvaardden terwijl ze zich daar niet van bewust waren en de zware gevolgen daarvan niet voor rechtvaardig werden gehouden. Bij bijvoorbeeld een familiefotoalbum geldt dat het grote emotionele waarde voor de erfgenamen kan hebben, maar geen verhaalsobject is.
Een erfgenaam die na zuivere aanvaarding van de nalatenschap bekend wordt met een onverwachte schuld wordt na een verzoek daartoe binnen drie maanden na ontdekking van deze schuld door de kantonrechter gemachtigd de erfenis alsnog beneficiair te aanvaarden, of als de vereffening al heeft plaatsgevonden, ontheven van zijn verplichting de schuld, voor zover hoger dan zijn al ontvangen erfdeel, uit zijn privévermogen te voldoen. In het tweede geval krijgt de nieuwontdekte schuldeiser mogelijk een kleiner deel van zijn vordering uitbetaald dan de andere schuldeisers hebben gehad, en dan hij gehad zou hebben als hij er eerder bij was geweest. Als bijvoorbeeld de eerder bekende schulden gelijk waren aan de bezittingen dan zijn die schuldbedragen geheel uitbetaald, en krijgt hij niets.
Het deel van de schuld dat overeenkomt met het geërfde vermogen of een deel daarvan moet ook worden betaald als de erfgenaam het geërfde vermogen al heeft besteed.
Een onverwachte schuld is een schuld die de erfgenaam niet kende en evenmin behoorde te kennen op het moment dat hij de nalatenschap zuiver aanvaardde. Met de woorden ‘kende en behoren te kennen’ wordt verwezen naar het begrip goede trouw in het Burgerlijk Wetboek (artikel 3:11 BW). In ieder geval wordt van een erfgenaam verwacht dat hij heeft onderzocht waaruit de nalatenschap bestaat. Hij zal ten minste de administratie van de erflater moeten hebben geraadpleegd. Van schulden die doorgaans uit de administratie van de erflater blijken, zoals hypotheekschulden, debetsaldi van rekeningen-courant, onbetaalde facturen en belastingschulden, wordt in beginsel aangenomen dat een erfgenaam deze kende dan wel behoorde te kennen. In de situatie dat een erflater niet of nauwelijks een administratie voerde, rust op een erfgenaam de verplichting om nader onderzoek te doen naar de schulden van de erflater.
Slechts in uitzonderingssituaties zal sprake zijn van een schuld waarvan gezegd kan worden dat een erfgenaam deze redelijkerwijs niet kon kennen. Dit zou bijvoorbeeld een eigen bijdrage Wlz kunnen zijn die erg laat gevorderd wordt. Een ander voorbeeld zou kunnen zijn een eis tot schadevergoeding uit onrechtmatige daad, tijdens zijn leven door de erflater tegenover derden gepleegd. Gelet op de verjaringstermijn van een vordering tot vergoeding van schade kan een erfgenaam hier tot 20 jaar na het overlijden van de erflater mee worden geconfronteerd.

### Beneficiaire aanvaarding
Als een erfgenaam een nalatenschap beneficiair aanvaardt, ofwel onder voorrecht van boedelbeschrijving, bestaat geen persoonlijke aansprakelijkheid in het geval de schulden niet (volledig) uit de nalatenschap kunnen worden voldaan. De nalatenschap moet dan door de erfgenamen worden vereffend, een procedure ter bescherming van schuldeisers die bij een negatieve nalatenschap vergelijkbaar is met die van een faillissement (art. 4:195 lid 1 BW). Is een executeur benoemd en kan deze aantonen dat er ruimschoots voldoende middelen zijn om alle schulden te voldoen, hoeft niet te worden vereffend. 
Beneficiaire aanvaarding is een aanvaarding, daarna kan niet meer worden verworpen. Van belang als men overweegt een beroep te doen op de legitieme portie. 
Voor het afleggen van een verklaring van beneficiaire aanvaarding moet door de griffie van de rechtbank een akte worden opgemaakt die wordt ingeschreven in het boedelregister zodat deze voor schuldeisers van de erflater kenbaar is. Een erfgenaam die nog geen keuze heeft gedaan, wordt geacht beneficiair te aanvaarden wanneer een of meer mede-erfgenamen door een verklaring beneficiair aanvaarden, tenzij hij binnen drie maanden de nalatenschap zuiver aanvaardt of verwerpt.
Een wettelijke vertegenwoordiger van een erfgenaam behoeft voor verwerping een machtiging van de kantonrechter; in alle overige gevallen wordt de betreffende erfgenaam geacht beneficiair te aanvaarden.
Naast het griffierecht dienen de erfgenamen rekening te houden met extra werkzaamheden vanwege de verplichte vereffening. Als er meer baten zijn dan schulden is de lichte vereffening van toepassing. Zijn er meer schulden dan baten dan is de zware vereffening van toepassing.
Als een erfgenaam (of de gezamenlijke erfgenamen) opdracht geeft aan een dienstverlener om werkzaamheden te verrichten in verband met de beneficiaire aanvaarding, of kosten moet maken om de aanwijzingen van de kantonrechter uit te voeren, dan is hij de kosten daarvan verschuldigd, ook als die hoger zijn dan de baten uit de erfenis.
Het bij de rechtbank vastleggen van beneficiaire aanvaarding is geen garantie van de geldigheid daarvan, want als later een eerdere daad van zuivere aanvaarding blijkt, dan geldt die.

### Verwerping
Een nalatenschap kan ook geweigerd worden, dat heet verwerping. Onder het oud BW gingen de schulden van de erflater pas met de aanvaarding van de erfenis op de erfgenamen over, de huidige wet bepaalt dat de schulden van de erflater met zijn overlijden op de erfgenamen overgaan. Door te verwerpen is men met terugwerkende kracht geen erfgenaam en heeft men geen zeggenschap over de nalatenschap, er is dan geen enkel recht tenzij de verwerper legitimaris is, dan kan tegelijkertijd met de verwerping een beroep worden gedaan op de legitieme portie. Is er een executeur benoemd en verwerpt een legitimaris, wordt de waarde van het deel dat men uit de erfenis had kunnen krijgen, op de legitieme verminderd. Het is niet mogelijk een verwerping van de nalatenschap terug te draaien, deze is definitief. Als niet tijdig een beroep op de legitieme portie wordt gedaan vervalt het recht daarop ook.
Indien een erfgenaam verwerpt, worden van rechtswege zijn of haar afstammelingen tot de nalatenschap geroepen. Indien deze de nalatenschap ook niet wensen, moeten zij ook verwerpen. Door verwerping van anderen kan een erfdeel van erfgenamen die hebben aanvaard groter worden.
Een wettelijke vertegenwoordiger van een erfgenaam behoeft voor verwerping een machtiging van de kantonrechter. Wil men een beroep doen op de legitieme portie, moet dit worden aangegeven bij de verwerping.
Voor het afleggen van een verklaring van verwerping van een nalatenschap geldt hetzelfde als hierboven. Indien meerdere erfgenamen de nalatenschap willen verwerpen kunnen zij dit gezamenlijk doen in één akte, zodat zij slechts eenmaal dit griffierecht zijn verschuldigd.

### Aanvaarding legaat
Een legaat wordt verkregen zonder dat een aanvaarding nodig is, behoudens de bevoegdheid van de legataris om het legaat te verwerpen zolang hij het niet aanvaard heeft. De kantonrechter kan op verzoek van een belanghebbende aan de legataris een termijn stellen, waarbinnen deze moet verklaren of hij al dan niet verwerpt; bij gebreken van een verklaring binnen de gestelde termijn verliest de legataris de bevoegdheid om te verwerpen. De verwerping van een legaat moet op ondubbelzinnige wijze geschieden, maar is aan geen vorm gebonden.

## Afwikkeling en verdeling
De nalatenschap wordt afgewikkeld en verdeeld door de erfgenamen die hebben aanvaard, zuiver of beneficiair, de wet geeft daarvoor geen duidelijke regels, hoofdregels voor de verdeling zijn deels te vinden in boek 3 van het Burgerlijk Wetboek. De erfgenamen zijn deelgenoten in de erfgemeenschap, dat brengt mee dat iedere erfgenaam afzonderlijk de bevoegdheid heeft het beheer en het normale onderhoud uit te voeren en handelingen die geen uitstel kunnen leiden (art. 4:170 BW) voor de rest kan alleen gezamenlijk, in unanimiteit, worden beslist. 
Naast al het praktische werk moet voor de juridische afwikkeling als eerste de nalatenschap worden geïnventariseerd en moet er een beschrijving worden opgemaakt van het vermogen, alle rechten, goederen en schulden die tot de nalatenschap horen, met waardebepaling van alle waardevolle goederen. Omdat dit een spoedeisend karakter heeft kan dit desnoods door een van de erfgenamen ter hand worden genomen. Als deelgenoot heeft men onderling de verplichting zich naar redelijkheid en billijkheid te gedragen. Vervolgens moeten de nalatenschapsgoederen worden verdeeld of verkocht, daarbij moet vooraf de waarde worden bepaald. Krijgt een deelgenoot in waarde meer toebedeeld dan de anderen, moeten de anderen door deze erfgenaam gecompenseerd worden wegens 'overbedeling'. Hoofdregel is dat daarvoor de waarde op het moment van verdeling moet worden genomen. Is een deelgenoot het niet eens met de waardebepaling, kan een eigen taxateur worden ingeschakeld. Komt men er onderling niet uit, en daarbij gaat het vaak om de waardebepaling, kan bij de rechter een vordering tot verdeling worden ingesteld. Daarbij moet de boedelbeschrijving gaan, de taxatie en een plan voor de verdeling.
Bankrekeningen en contracten kunnen voor de duur van de afwikkeling en verdeling op naam gesteld worden van "de erven van ...", om de tenaamstelling te wijzigen is vaak een notariële verklaring van erfrecht nodig, zodat bewezen kan worden dat men erfgenaam is.

## Term erfgenaam
Als van een testament nog niets bekend is wordt met de "erfgenamen" vaak bedoeld erfgenamen bij versterf (degenen die erven volgens het versterferfrecht); deze worden ook de wettelijke erfgenamen genoemd. Als met een testament rekening wordt gehouden kan worden bedoeld de bij uiterste wilsbeschikking ingestelde erfgenamen (erfgenamen volgens het testament). Met of zonder testament kunnen de daadwerkelijke erfgenamen ook weer anders zijn door verwerping, waarbij erfgenamen afvallen, en eventueel vervangen worden door plaatsvervulling. Als niemand in de betreffende groep potentiële erfgenamen overblijft, dan is de volgende groep aan de beurt, en dat ook weer eventueel recursief.
In België wordt een erfgerechtigde bij aanvaarding erfgenaam.

## Geschiedenis
Omstreeks 500 na Christus bezaten vrouwen in Germaanse stammen beperkt erfrechten volgens de Frankische Lex Salica, maar in de herziene uitgave 300 jaar later, de Lex Salica Emendata zijn deze bepalingen onder leiding van Karel de Grote gewijzigd; alleen mannen konden erven. Toen vervolgens het Germaans recht door de herleving van het Romeinse recht veelal werd vervangen, kwam de vrouw geheel onder het gezag van de man te staan: zij kon niet vrijelijk over haar goederen beschikken. De protestantse rechtsgeleerde Hugo de Groot, beschouwde aan het begin van de zeventiende eeuw de man als voogd van de vrouw, in zijn Inleijdinghe tot de Hollandsche rechtsgeleerdheijdt. Tot 1957 waren gehuwde vrouwen in Nederland handelingsonbekwaam, tot 1970 gold de man als hoofd van de echtvereniging.

### Middeleeuwen
In de middeleeuwen gold het recht van de Rooms-Katholieke Kerk in de Lage Landen binnen de kerk, het wereldlijk recht was versnipperd door het bestaan van vele onderscheiden rechtskringen. De samenleving was grotendeels georganiseerd rondom grondbezit, de eigenaar, bezitter of houder bepaalde de regels, ook voor de mensen die op het grondgebied woonden, bekend als het feodale- of leenstelsel. De juridische verhouding tot grond bepaalde de stand in de maatschappij en was essentieel voor welvaart, sociaal aanzien en bestuursmacht, het erfrecht was vaak geregeld in overeenkomsten tussen keizer of koning en leenheer.
Het recht was daarom verbrokkeld, maar de beginselen waren in grote streken vaak wel gelijk. In het versterferfrecht was bloedverwantschap veelal het uitgangspunt: ‘het naaste bloed erft het goed’ (bloedverwanten of maagschap). De overlevende echtgeno(o)t(e) speelde geen rol. Wel mocht deze nog enige tijd in de gezamenlijke woning blijven. Als tweede basisbeginsel in het erfrecht gold het patrimonium, het vaderlijke erfgoed. De grond in het bezit van een familie moest onverdeeld vererven teneinde economische zekerheid en maatschappelijke invloed te kunnen garanderen. Om dat te bereiken vererfde het onroerend goed langs vaderszijde in de mannelijke lijn aan de oudste, patrilineair. Een uitzondering hierop bestond in het hertogdom Brabant, waar volgens een oud privilege van de koning ook in vrouwelijke lijn kon worden geërfd.
In het contractuele familierecht en testamentair erfrecht was de aandacht gericht op instandhouding en uitbreiding van het erfgoed. Hier speelde strategische huwelijken een belangrijke rol. Bepalingen waaronder een huwelijk werd gesloten maakten deel uit van de erfopvolgingsplanning.

### Eenwording en industrialisatie
De verbrokkeling van het recht duurde tot de Bataafse Omwenteling. Het centraal gezag werd steeds sterker, in 1815 werd het Koninkrijk der Nederlanden opgericht en men streefde naar codificatie om tot een recht te komen dat voor iedereen gold, ongeacht in welke stad of welk gewest men zich bevond.
Het Burgerlijk Wetboek van 1838 brak met het principe van vererving op de eerstgeborene in mannelijke lijn. In plaats daarvan erfden alle kinderen staande huwelijk in gelijke delen, ‘zonder onderscheid van kunne’ (art. 4:899 lid 1 BW (oud)). De langstlevende echtgenoot erfde pas na des erflaters bloedverwant in de twaalfde graad. De maatschappij veranderde geleidelijk van een agrarische in een niet-agrarische, maar de wet veranderde weinig en werd alleen door middel van rechtsvinding (jurisprudentie) aangevuld en gecorrigeerd.
In het Burgerlijk Wetboek van 1923 werd de versterferfrechtelijke regel ingevoerd dat de langstlevende echtgenoot een kindsdeel erft (art. 4:899a BW (oud)). Het erfrecht werd behandeld in Titel 11 t/m 17 van het Derde Boek, de artikelen 877 - 1176. Vanaf 1 januari 1992 werden de artikelen met behoud van artikel- en titelnummers ondergebracht bij Boek 4.

### Totstandkoming van het huidige erfrecht
In het tijdperk dat gehuwde vrouwen nog onder voogdij van hun echtgenoot stonden, de 1950er jaren, werd het ontwerp nieuw erfrecht, geschreven door de Leidse hoogleraar Eduard Meijers aan de Tweede Kamer gepresenteerd. Boek 4 van het nieuwe Burgerlijk Wetboek werd vastgesteld bij Wet van 11 september 1969, Staatsblad 392, maar trad pas 34 jaar later in werking, onder andere door grote tegenstand en niet aflatende discussie vanuit het notariaat. De discussies draaiden vooral rond de onderwerpen erven door de echtgeno(o)t(e) van het huwelijk bij overlijden en de legitieme portie. Alle documenten die in de loop der jaren zijn opgesteld voor behandeling in de Tweede en Eerste Kamer en tezamen de parlementaire geschiedenis vormen beslaan ruim 2000 pagina's.
De Wet van 18 april 2002, houdende vaststelling van de Invoeringswet Boek 4 en Titel 3 van Boek 7 van het nieuwe Burgerlijk Wetboek, vierde gedeelte (aanpassing van de wetgeving aan het nieuwe erfrecht en schenkingsrecht), ingevoerd per 1 januari 2003, bepaalde onder meer dat Boek 4 van het Burgerlijk Wetboek werd vervangen door Boek 4 van het nieuwe Burgerlijk Wetboek, zoals dat is vastgesteld bij de Wet van 11 september 1969 tot vaststelling van Boek 4 van het nieuwe Burgerlijk Wetboek, Stb. 392, en nadien is gewijzigd bij onder meer de Wet van 3 juni 1999, houdende invoeringswet Boek 4 en Titel 3 van Boek 7 van het nieuwe Burgerlijk Wetboek, eerste gedeelte (wijziging van Boek 4), en de Wet van 18 april 2002 tot vaststelling van de Invoeringswet Boek 4 en Titel 3 van Boek 7 van het nieuwe Burgerlijk Wetboek, tweede gedeelte (nadere wijziging van Boek 4)